# 朝からつれもて
朝からつれもて（あさからつれもて）は、和歌山放送で放送されている生放送ワイド番組。通称「つれ朝」。

## 放送時間
月 - 金　6:40 - 9:00（2011年4月 - ）
夏の高校野球和歌山県大会中継のときは、放送時間が短縮されることもある。
2011年春改編からは、それまでネットしていなかった生島ヒロシのおはよう一直線を新たにネットする影響で、開始時間が10分遅くなった。

## 出演者
2011年8月 -
- 北尾博伸（月・火）
- 平井理弘（水・木）
- 阿部奈緒美（金）

### 過去の出演者
? - 2011年7月
- 上林君江[1]

2008年6月 - ?
- 小川孝夫（月・火）
- 北尾博伸（水 - 金）
- 上林君江（月 - 金）

2007年10月 - 2008年6月
- 小田川和彦（月 - 水）
- 北尾博伸（木 - 金）
- 上林君江（月 - 金）

2007年4月 - 10月
- 北尾博伸
- 上林君江（月 - 木）
- 中川智美（金）

2006年4月 - 2007年4月
- 北尾博伸・上林君江（月 - 木）
- 平井理弘・赤井ゆかり（金）

2005年10月 - 2006年4月
- 宮上明子（月・木）
- 小川孝夫（火）
- 赤井ゆかり（水）
- 北尾博伸（金）

## タイムテーブル
2011年4月現在
- 6:40　オープニング
- 6:42　JFマリンバンク海の天気予報
- 6:50　モーニングダイヤル
  - （第1・3金曜のみ）ニコニコ子育て♪〜みんなで応援、はじめの一歩〜
- 7:00　和歌山放送ニュース、天気予報
- 7:10　やじうまニュースネットワーク（ニッポン放送制作・NRNネット）
- 7:25　元気!和歌山市
- 7:30　歌のない歌謡曲（出演：中川智美。録音だが、途中で天気・交通情報を生放送で挿入する）
- 7:45　鈴木杏樹のいってらっしゃい